# Euphyia flavilucens
Euphyia flavilucens är en fjärilsart som beskrevs av W. Warren 1905. Euphyia flavilucens ingår i släktet Euphyia och familjen mätare. Inga underarter finns listade i Catalogue of Life.